# Ikarus 216
Az Ikarus 216 egy Magyarországon alig ismert Ikarus típus. 1989–1990 között ebből a típusból nagyobb számban exportáltak Kuvaitba. Első pillantásra olyannak tűnhet, mintha egy 200-as csuklós busz szóló első tagja lenne.

## A 216.02 és 03 altípus
Főbb eltérései:
| Hosszúság:          | 9300 mm |
| Tengelytáv:         | 5400 mm |
| Önsúly              | 9610 kg |
| Hasznos terhelés    | 4692 kg |
| Férőhely (ülő+álló) | 37/42   |